# Konflikten mellan Gaza och Israel
Konflikten mellan Gaza och Israel är en konflikt mellan staten Israel och det palestinska området Gazaremsan samt en del av den större Israel–Palestina-konflikten.
Några av konfliktens olika skeenden är:
- Israeliska tillbakadragandet från Gaza(en) 2005
- Operation Sommarregn 2006
- Gazakriget (2008–2009)
- Gazakriget 2012
- Gazakriget 2014
- Gränsprotesterna på Gazaremsan 2018–2019
- Kriget mellan Hamas och Israel 2023[1]